# Sarah Mahfoud
Sarah Mahfoud (født 29. september 1989) er en dansk professionel bokser og vinderen af sæson 13 af Vild med dans med danseren Morten Kjeldgaard.

## Karriere som amatør
Mahfoud blev nordisk mester to gange i vægtklassen fjervægt og tre gange danmarksmester i vægtklassen fjervægt, som amatørbokser.

## Professionel karriere
Hun fik sin debut som professionel bokser i februar 2017, efter at have skrevet kontrakt med boksepromotor- og manager Mogens Palle.
Hun har været WBO International mester i fjervægt siden 29. november 2024.
Hun er tidligere IBF mester i fjervægt. En titel hun sad på mellem 20. juni 2020, hvor hun blev ophøjet fra sin interim status, til 24. september 2022 hvor hun tabte i en unification kamp mod Amanda Serrano
Som professionel har hun også tidligere vundet WBC Silver, IBF Intercontinental og IBF Interim titlerne i fjervægt.

## Professionelle kampe
| 15 Vundne (3 knockouts), 2 Tabt, 0 Uafgjorte |             |                        |      |             |                    |                                                    |                                                                             |
| Resultat                                     | Rekordliste | Modstander             | Type | Rd., Tid    | Dato               | Sted                                               | Noter                                                                       |
| Vandt                                        | 15-2        | Danila Ramos           | MD   | 10 (10)     | 29. november 2024  | Frederiksberg-Hallerne, København, Danmark         | Vandt ledig WBO International fjervægt titel.                               |
| Tabte                                        | 14-2        | Skye Nicolson          | UD   | 10 (10)     | 6. april 2024      | BleauLive Theater, Las Vegas, USA                  | Om ledig WBC fjervægt titel.                                                |
| Vandt                                        | 14-1        | Marcela Eliana Acuna   | UD   | 10 (10)     | 7. oktober 2023    | Royal Arena, København, Danmark                    | Forsvarede WBC Silver fjervægt titlen.                                      |
| Vandt                                        | 13-1        | Veronica Tosi          | UD   | 8 (8)       | 26. maj 2023       | Royal Arena, København, Danmark                    |                                                                             |
| Vandt                                        | 12-1        | Lara Ochmann           | UD   | 10 (10)     | 4. marts 2023      | MusikTeatret, Albertslund, Danmark                 | Vandt ledig WBC Silver fjervægt titel.                                      |
| Tabte                                        | 11-1        | Amanda Serrano         | UD   | 10 (10)     | 24. september 2022 | Manchester Arena, Manchester, Storbritannien       | Tabte IBF fjervægt titlen. Om WBC, WBO, IBO og The Ring fjervægts titlerne. |
| Vandt                                        | 11-0        | Nina Meinke            | UD   | 10 (10)     | 21. april 2022     | Frederiksberg-Hallerne, København, Danmark         | Forsvarede IBF fjervægt titlen.                                             |
| Vandt                                        | 10-0        | Brenda Karen Carabajal | UD   | 10 (10)     | 1. februar 2020    | Frederiksberg-Hallerne, København, Danmark         | Vandt ledig IBF Interim fjervægt titel.                                     |
| Vandt                                        | 9-0         | Enerolisa de Leon      | UD   | 8 (8)       | 12. oktober 2019   | FrederiksborgCentret, Hillerød, Danmark            |                                                                             |
| Vandt                                        | 8-0         | Bukiwe Nonina          | UD   | 10 (10)     | 18. januar 2019    | Nykøbing Falster Hallen, Nykøbing Falster, Danmark | Vandt ledig IBF Intercontinental fjervægt titel.                            |
| Vandt                                        | 7-0         | Stephanie Ducastel     | UD   | 8 (8)       | 24. november 2018  | Frederiksberg-Hallerne, København, Danmark         |                                                                             |
| Vandt                                        | 6-0         | Vanesa Caballero       | TKO  | 4 (8), 0:54 | 15. september 2018 | Frederiksberg-Hallerne, København, Danmark         |                                                                             |
| Vandt                                        | 5-0         | Nana Chakvashvili      | TKO  | 4 (6), 0:47 | 5. januar 2018     | Frederiksberg-Hallerne, København, Danmark         |                                                                             |
| Vandt                                        | 4-0         | Gabriella Mezei        | UD   | 6 (6)       | 28. oktober 2017   | Frederiksberg-Hallerne, København, Danmark         |                                                                             |
| Vandt                                        | 3-0         | Jessica Sanchez        | UD   | 4 (4)       | 17. juni 2017      | Ceres Arena, Århus, Danmark                        |                                                                             |
| Vandt                                        | 2-0         | Ainara Mota            | UD   | 4 (4)       | 7. april 2017      | Frederiksberg-Hallerne, København, Danmark         |                                                                             |
| Vandt                                        | 1-0         | Petra Podraska         | TKO  | 1 (4), 0:29 | 11. februar 2017   | Frederiksberg-Hallerne, København, Danmark         | Professionel debut.                                                         |

## Familie
Hendes far, Mohammad Mahfoud, er kendt fra den offentlige debat som formand for Dansk Syrisk Forening. Hendes mor, Vigdis, er færing og kommer fra bygden Vestmanna. Forældrene mødtes i Frankrig, hvor faderen studerede medicin. De flyttede til Færøernes hovedstad, Tórshavn, i 1989, hvor Sarah og hendes to søskende blev født. Familien flyttede til Danmark, da Sarah var fire år gammel. Hendes bror, Allan, er også bokser. Lillesøsteren Heidi, der går i farens fodspor, læser medicin på Københavns Universitet.